# Oonops pallidulus
Oonops pallidulus là một loài nhện trong họ Oonopidae.
Loài này thuộc chi Oonops. Oonops pallidulus được Arthur M. Chickering miêu tả năm 1951.